# The Dallas Morning News
The Dallas Morning News é um jornal diário de circulação na área Dallas-Fort Worth, no Texas, com uma média de 271 mil assinantes diários. Foi fundado em 1 de outubro de 1885 como publicação satélite do Galveston Daily News, de Galveston.
Com sede no centro de Dallas, o jornal é uma das 20 maiores circulações pagas nos Estados Unidos. Ao longo da década de 1990 e, recentemente, em 2010, o jornal ganhou nove prêmios Pulitzer por relatórios e fotografia, prêmios George Polk por relatórios educacionais e relatórios regionais, e um prêmio de fotografia no exterior.

## História

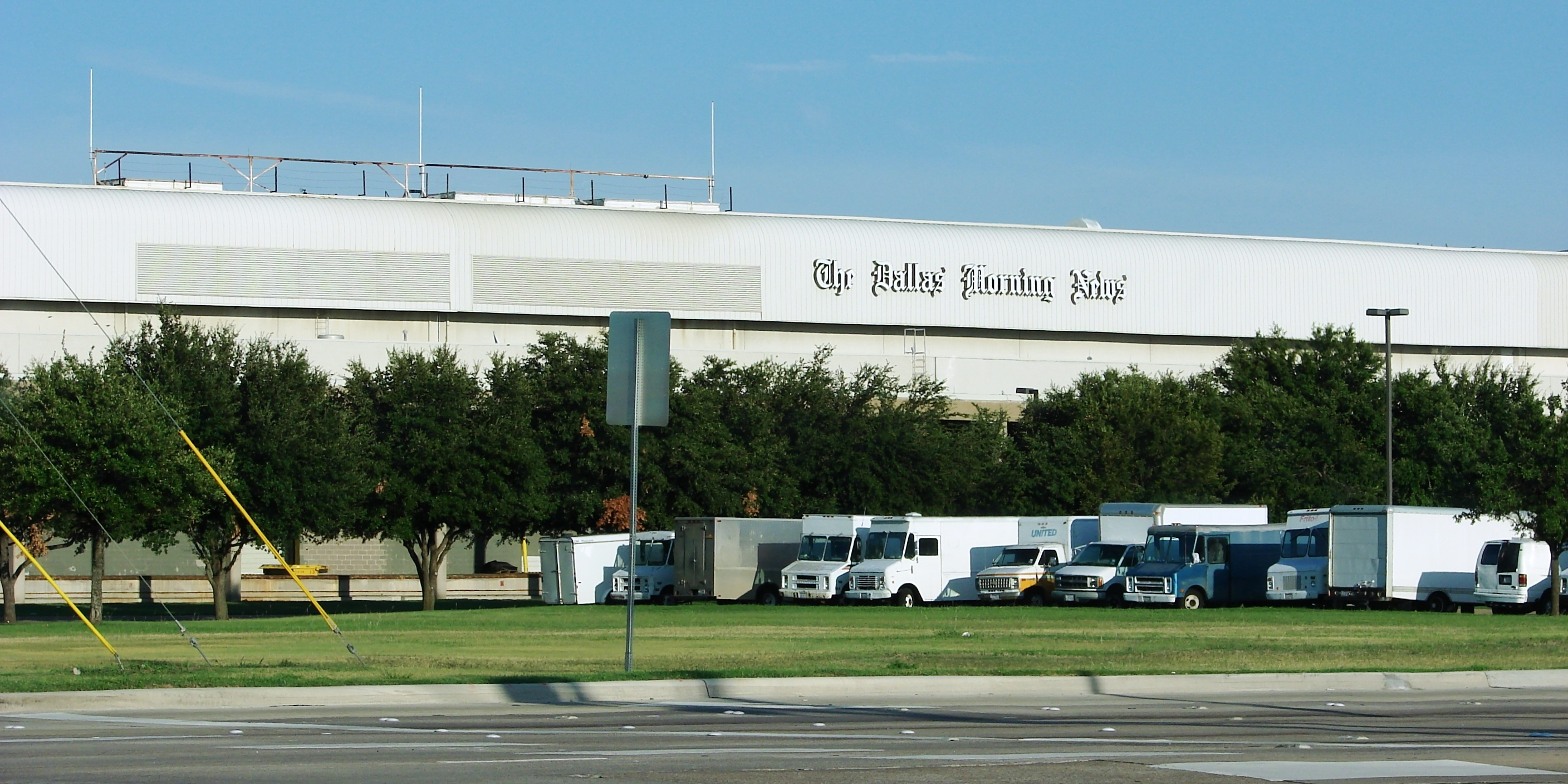
Centro de distribuição do The Dallas Morning News em Plano, Texas.

O The Dallas Morning News foi fundado por Alfred Horatio Belo em 1885 como spin-off do Galveston Daily News. Em 1926, a família Belo vendeu a maior parte do jornal ao seu editor de longa data, George Dealey.
No final de 1991, o The Dallas Morning News tornou-se o principal jornal no mercado de Dallas quando o Dallas Times Herald foi fechado após vários anos de competição entre os dois jornais, especialmente no mercado de publicidade classificada. Em julho de 1986, o Times Herald foi comprado por William Dean Singleton, proprietário do MediaNews Group. Após 18 meses de esforços para transformar o jornal, Singleton o vendeu para um associado. Em 8 de dezembro de 1991, Belo comprou o Times Herald por US$ 55 milhões, fechando o jornal no dia seguinte.
Historicamente, o Morning News inclinou-se de forma conservadora, refletindo o apoio texano para o Partido Republicano. No entanto, em 7 de setembro de 2016, o jornal endossou Hillary Clinton para presidente, a primeira vez que apoiou um democrata para o cargo desde Franklin D. Roosevelt em 1940. O apoio foi oficializado um dia depois do jornal ter escrito um editorial mordaz em que classificou o candidato republicano Donald Trump como "não qualificado para servir como presidente." Foi a primeira vez que a publicação se recusou a endossar um republicano desde 1964.

## Prêmios
Pulitzer
- 1986: Reportagem Nacional;[14]
- 1989: Reportagem Explicativa;[15]
- 1991: Fotografia Especial;[16]
- 1992: Investigativa;[17]
- 1993: Reportagem Fotográfica;[18]
- 1994: Reportagem Internacional;[19]
- 2004: Reportagem Fotográfica;[20]
- 2006: Reportagem Fotográfica;[21]
- 2010: Escrita Editorial;[22]

George Polk
- 1990: Gayle Reaves, David Hanners e David McLemore por relatórios regionais;[23][24]
- 1994: Olive Talley por relatórios educacionais;[23][24] e

Overseas Press Club
- 2001: Cheryl Diaz Meyer por relatórios fotográficos do exterior.[25]